# Silvio Dal Corso
Silvio Dal Corso (Solzago, 30 giugno 1898 – ...) è stato un calciatore italiano, di ruolo portiere.

## Statistiche

### Presenze e reti nei club
| Stagione        | Club            | Campionato      | Campionato | Campionato |
| Stagione        | Club            | Comp            | Pres       | Reti       |
| --------------- | --------------- | --------------- | ---------- | ---------- |
| 1919-1920       | Inter           | Prima Categoria | 5          | -?         |
| Totale Inter    | Totale Inter    |                 | 5          | -?         |
| Totale carriera | Totale carriera |                 | 5          | -?         |

## Palmarès

### Club
Campionato italiano: 1 
Inter: 1919-1920